# Wormux
Wormux és un videojoc lliure inspirat en el joc Worms. Aquest projecte ha estat llençat el desembre de 2002 pel programador Lawrence Azzoug.
El joc actualment, encara està en desenvolupament, però ja és possible jugar amb nombroses armes (dinamita, llançacoets automàtics, pistola, teleportació, etc.). Incloent nombrosos terrenys disponibles (en diferents estils), així com a nombroses transformacions diferents.
Fins a la versió 0.79, només es podia jugar contra un altre jugador, però a partir d'aquesta versió, es pot jugar contra la intel·ligència artificial del joc, encara que l'opció per defecte està desactivada, ja que encara està en versió de proves.